# August Knobel

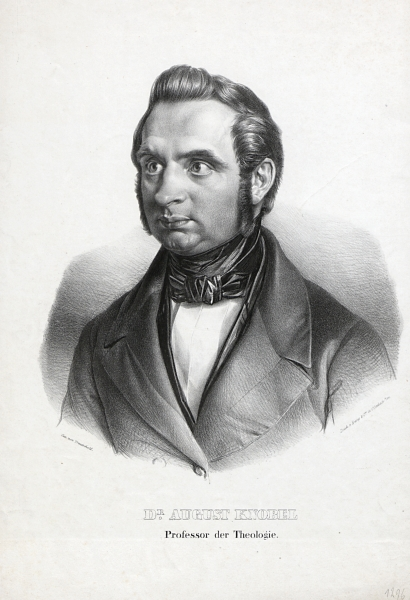
August Knobel, Lithografie, um 1850

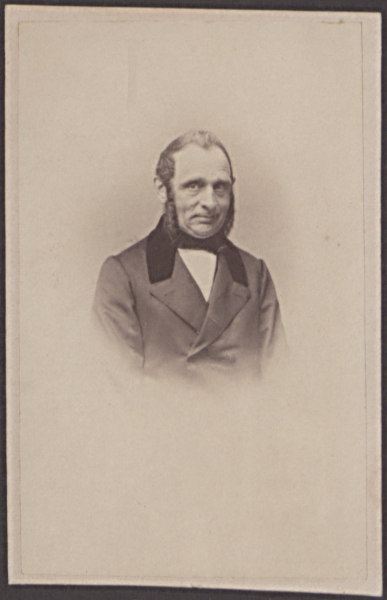
August Knobel, Foto (Visitbild), um 1860

August Wilhelm Karl Knobel (geboren am 7. Februar 1807 in Tzschecheln bei Sorau; gestorben am 25. Mai 1863 in Gießen) war ein evangelischer Theologe.
Er war spezialisiert auf die Biblische Exegese und veröffentlichte als Hochschullehrer – ab 1831 an der Universität Breslau, ab 1839 an der Universität Gießen – zahlreiche Schriften und Kommentare zu den Büchern des Alten Testaments.

## Leben
Knobel war der Sohn eines Landwirts. Seine intellektuelle Begabung wurde am Gymnasium in Sorau früh erkannt und durch seine Lehrer entscheidend gefördert, auch noch nach Ende der Schulzeit: Einer seiner ehemaligen Lehrer stellte ihm nach dem Tod seines Vaters (22. April 1828) ein größeres Darlehen zur Verfügung, damit Knobel sein Studium an der Universität Breslau beenden konnte. Dort war er seit 1826 für das Studium der Theologie, der Philosophie, der Klassischen Philologie und der Geschichte eingeschrieben, welches er 1831 als Doktor der Philosophie und Lizentiat der Theologie abschloss.
1838 erhielt Knobel einen Ruf auf einen Lehrstuhl an der Universität Gießen. Diese Stelle füllte er bis zum Ende seines Lebens aus. Knobel blieb unverheiratet und starb 1863 in Gießen nach langer Krankheit; seine umfangreiche Bibliothek ging in den Bestand der Universitätsbibliothek Gießen ein.

## Akademische Laufbahn
Nach Abschluss des Studiums hatte Knobel in Breslau umgehend die akademische Lehre aufgenommen, zunächst als Privatdozent, ab 1835 als Außerordentlicher Professor. Beide Stellungen waren nicht vergütet; Knobel lebte von Einkünften als Religionslehrer am Lehrerseminar in Breslau und als Zensor für die evangelisch-theologischen Schriften in Schlesien. Diese prekäre persönliche Situation dauerte bis 1838 an.
Dennoch konnte er sich mit exegetischen Werken zum Alten Testament einen Namen in der Fachwissenschaft machen – 1836 war sein Kommentar zum Buch Kohelet erschienen, 1837 folgte ein zweibändiges Werk zum Prophetismus der Hebräer, 1838 war er daraufhin in Breslau zum Doktor der Theologie ernannt worden. Ende 1838 erhielt Knobel nahezu zeitgleich einen Ruf sowohl an die Universität Göttingen als auch wenig später an die Universität Gießen, womit die finanziell aussichtslosen Verhältnisse in Breslau überstanden waren. In Göttingen hätte er die Stelle des Orientalisten Heinrich Ewald übernehmen sollen, der kurz zuvor als einer der Göttinger Sieben entlassen worden war. Wie andere Hochschullehrer auch verzichtete Knobel darauf, den in Göttingen aus politischen Gründen entlassenen Kollegen in den Rücken zu fallen.
Am 1. Januar 1839 trat Knobel die Ordentliche Professur in Gießen an, wo er ausschließlich für Lehre und Exegese des Alten Testaments zuständig war. Der Biograf des Personenartikels in der Allgemeinen Deutschen Biographie, Friedrich Hermann Hesse, hebt mehrfach hervor, dass Knobel ein ausgezeichneter Universitätslehrer gewesen sei. Zwei Amtszeiten lang bekleidete Knobel in Gießen außerdem das jährlich wechselnde Amt des Rektors der Universität, 1845/46 und 1854/55.
Seine umfangreichen wissenschaftlichen Veröffentlichungen, Auslegungen und Kommentare zu verschiedenen Büchern des Alten Testaments im Rahmen des Kurzgefassten exegetischen Handbuchs (KEH) erlebten mehrfach Neuauflagen.

## Mitgliedschaften
August Knobel war Mitglied der Deutschen Morgenländischen Gesellschaft.

## Schriften (Auswahl)
Anmerkung: Auswahl der Veröffentlichungen orientiert an Beyerle, 1992 (BBKL).
- Commentar über das Buch Kohelet. Verlag von Johann Ambrosius Barth, Leipzig 1836. (Digitalisat des Münchener Digitalisierungszentrums (MDZ), Bayerische Staatsbibliothek)
- Der Prophetismus der Hebräer. Verlag Josef Max, Breslau 1837. (Zwei Teilbände)
  - Erster Theil. (Digitalisat des MDZ)
  - Zweiter Theil. (Digitalisat des MDZ)
- Der Prophet Jesaja. Kurzgefasstes exegetisches Handbuch zum Alten Testament (KEH), 5. Lieferung, Weidmann’sche Buchhandlung, Leipzig 1843. (Digitalisat des MDZ, 2. Auflage 1854)
- Exegetisches Vademecum für Herrn Prof. Ewald in Tübingen. J. Ricker’sche Buchhandlung, Gießen 1844. (Digitalisat der Universitätsbibliothek Tübingen)
Anmerkung: Es handelt sich dabei um eine theologisch-literarische Streitschrift gegen Heinrich Ewald, der den Jesaja-Kommentar abschätzig rezensiert hatte.
- Die Völkertafel der Genesis. Ethnographische Untersuchungen. J. Ricker’sche Buchhandlung, Gießen 1850. (Digitalisat des MDZ)
- Die Genesis. KEH, 11. Lieferung, Weidmann’sche Buchhandlung, Leipzig 1852. (Digitalisat des MDZ)
- Die Bücher Exodus und Leviticus. KEH, 12. Lieferung, S. Hirzel, Leipzig 1857. (Digitalisat des MDZ)
- Die Bücher Numeri, Deuteronomium und Josua. Nebst einer Kritik des Pentateuch und Josua. KEH, 13. Lieferung, S. Hirzel, Leipzig 1861. (Digitalisat des MDZ)